# 怒りの山河
『怒りの山河』（いかりのさんが、原題：Fighting Mad）は、1976年に公開されたジョナサン・デミ監督作のアメリカ映画。

## キャスト
| 役名                   | 俳優                   | 日本語吹替                                                 |
| 役名                   | 俳優                   | TBS版                                                      |
| ---------------------- | ---------------------- | ---------------------------------------------------------- |
| トム・ハンター         | ピーター・フォンダ     | 山田康雄                                                   |
| ディラン・ハンター     | ジーノ・フランコ       | 池田真                                                     |
| レン・スケリット保安官 | ハリー・ノーサップ     | 朝戸鉄也                                                   |
| ピアース・クラブツリー | フィリップ・キャリー   | 日高晤郎                                                   |
| ヒングル上院議員       | ノーブル・ウィリンガム | 峰恵研                                                     |
| ジェフ・ハンター       | ジョン・ドゥーセット   | 雨森雅司                                                   |
| チャーリー・ハンター   | スコット・グレン       | 千田光男                                                   |
| ロレーン・マドックス   | リン・ローリイ         | 宗形智子                                                   |
| キャロリー・ハンター   | キャスリーン・ミラー   | 幸田直子                                                   |
| ハル・フレイザー       | テッド・マークランド   | 飯塚昭三                                                   |
| 不明 その他            |                        | 野本礼三 金尾哲夫 赤木葉子 池田勝 片岡富枝 上田敏也 藤夏子 |
|                        |                        |                                                            |
| 演出                   | 演出                   | 田島荘三                                                   |
| 翻訳                   | 翻訳                   | 山田実                                                     |
| 効果                   |                        |                                                            |
| 調整                   | 調整                   | 遠西勝三                                                   |
| 制作                   | 制作                   | コスモプロモーション                                       |
| 解説                   |                        |                                                            |
| 初回放送               | 初回放送               | 1980年7月14日 『月曜ロードショー』                         |

※日本語吹替はDVD収録

## スタッフ
- 監督・脚本：ジョナサン・デミ
- 製作：ロジャー・コーマン
- 共同製作：イヴリン・パーセル
- 撮影：マイケル・W・ワトキンズ
- 音楽：ブルース・ラングホーン
- 編集：アンソニー・マグロー